# Liste de journaux à Bahreïn
Au total, 5 journaux quotidiens sont publiés à Bahreïn. En voici la liste :
- Gulf Daily News en anglais
- Al Wasat en arabe
- Al Ayyam en arabe
- Bahrain Tribune en anglais
- Akhbar Al Khaleej en arabe

La revue Time Out (Bahreïn) assure une promotion des loisirs et du tourisme. 